# Алібунар (община)

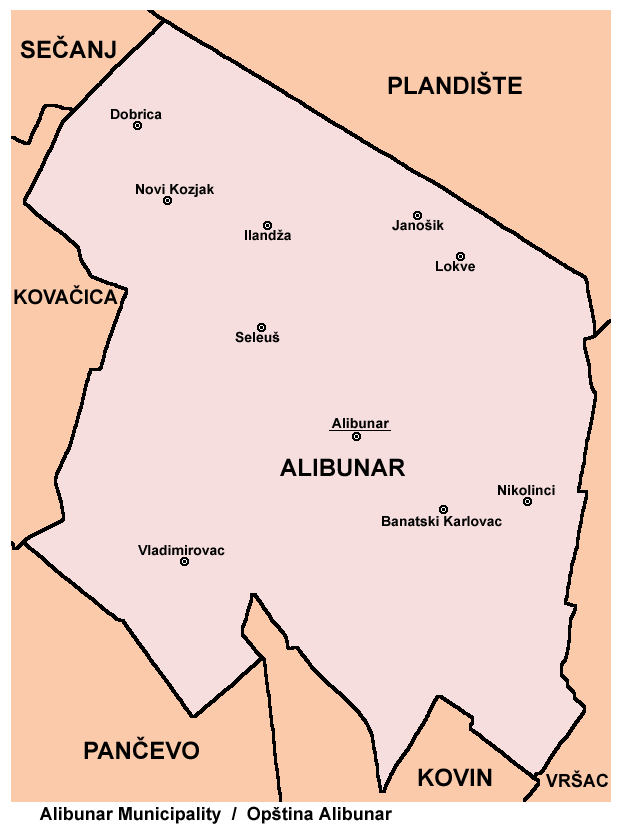

Общи́на Алібуна́р (серб. Општина Алибунар) — община в Сербії, в складі Південно-Банатського округу автономного краю Воєводина. Адміністративний центр — містечко Алібунар.

## Населення
Згідно з даними перепису 2002 року в общині проживало 22 954 особи, з них:
- серби — 59,6%
- румуни — 26,5%
- словаки — 5,2%
- цигани — 2,9%
- угорці — 1,3%

## Населені пункти
Община утворена з 10 населених пунктів (2 містечка та 8 сіл):
| №  | Населений пункт       | Площа, км² | Населення, осіб (2002, перепис) |
| -- | --------------------- | ---------- | ------------------------------- |
| 1  | Алібунар1             | -          | 3 431                           |
| 2  | Банатський Карловаць1 | 60,2       | 5 820                           |
| 3  | Владимироваць         | -          | 4 111                           |
| 4  | Добриця               | 55,0       | 1 344                           |
| 5  | Іланджа               | 66,3       | 1 727                           |
| 6  | Локве                 | -          | 2 002                           |
| 7  | Николинці             | 82,9       | 1 240                           |
| 8  | Новий Козяк           | 31,4       | 768                             |
| 9  | Селеуш                | -          | 1 340                           |
| 10 | Яношик                | -          | 1 171                           |

1 — містечка